# André Rangelind
André Rangelind, född 26 februari 1991, är en svensk friidrottare (långdistanslöpare) tävlande för IF Göta. Han vann SM-guld på 100 km landsvägslöpning år 2016 och 2017.

## Personliga rekord
| Utomhus - 1 500 meter – 4:05,84 (Stockholm 25 augusti 2012) - 3 000 meter – 8:52,35 (Karlstad 19 juli 2012) - 5 000 meter – 15:18,47 (Sollentuna 10 augusti 2012) - 5 000 meter – 15:28,08 (Uppsala 28 juli 2012) - 10 000 meter – 32:29,60 (Stockholm 21 september 2013) - Maraton – 2:29:30 (Sunne 2 maj 2015) - 100 km landsväg – 6:51:27 (Norrköping 13 juli 2016) - 2 000 meter hinder – 6:23,55 (Västerås 11 augusti 2013) | Inomhus - 1 500 meter – 4:07,41 (Sätra 19 februari 2011) - 3 000 meter – 8:58,61 (Örebro 15 januari 2012) |

### Fotnoter
1. ↑  ”SM 100 km landsväg 2016”. smfriidrott.com. Arkiverad från originalet den 18 augusti 2016. https://web.archive.org/web/20160818094213/http://www.smfriidrott.com/tavling/sm-100km-2016/resultatlista. Läst 1 november 2016.
2. ↑  ”SM 100 km landsväg 2017”. sok-knallen.se. http://sok-knallen.se/wp-content/uploads/2016/12/Resultat-SM-100-km-Bor%C3%A5s-2017.xls. Läst 25 augusti 2017.
3. 1 2 3 4 5 6 7 8 9  ”Personsida på IAAF:s webbplats” (på engelska). iaaf.org. https://www.iaaf.org/athletes/sweden/andre-rangelind-313319. Läst 10 september 2018.
4. 1 2 3  ”Personsida på European Athletics' webbplats” (på engelska). european-athletics.org. http://www.european-athletics.org/athletes/group=r/athlete=144619-rangelind-andre/index.html. Läst 10 september 2018.
5. 1 2  ”Personsida på ARRS” (på engelska). arrs.run. https://more.arrs.run/runner/-41869. Läst 3 oktober 2018.